# 보안 정책
보안 정책(security policy)은 시스템, 조직 또는 다른 개체에 대한 안전을 의미하는 정의이다. 조직의 경우, 구성원의 행동에 대한 제약과 문, 자물쇠, 열쇠, 벽과 같은 메커니즘에 의해 적에게 가해지는 제약을 다룬다. 시스템의 경우, 보안 정책은 기능과 기능 간의 흐름에 대한 제약, 프로그램을 포함한 외부 시스템 및 적에 의한 접근에 대한 제약, 사람에 의한 자료 접근에 대한 제약을 다룬다.

## 최상위 정책
보안이 중요하다면, 모든 보안 정책이 강력한 메커니즘에 의해 시행되는지 확인하는 것이 중요하다. 보안 정책의 완전성을 보장하고 완전히 시행되도록 보장하기 위한 체계적인 방법론과 리스크 평가제도 전략이 있다. 정보 시스템과 같은 복잡한 시스템에서는 하위 정책의 시행을 위한 보안 메커니즘 할당을 용이하게 하기 위해 정책을 하위 정책으로 분해할 수 있다. 그러나 이러한 관행에는 함정이 있다. 최상위 정책을 없애고 본질적으로 운영 규칙인 하위 정책으로 직접 넘어가는 것이 너무 쉽다. 이는 운영 규칙이 어떤 전반적인 보안 정의를 다루는 것처럼 잘못된 인식을 주지만 실제로는 그렇지 않다. 보안에 대해 완전하게 명확하게 생각하는 것이 매우 어렵기 때문에, "상위 정책" 없이 "하위 정책"으로 명시된 운영 규칙은 대개 아무것도 완전히 시행하지 못하는 두서없는 규칙으로 판명된다. 결과적으로, 최상위 보안 정책은 모든 진지한 보안 체계에 필수적이며, 하위 정책과 운영 규칙은 그것 없이는 무의미하다.

## 같이 보기
- 접근 제어
- 컴퓨터 보안 정책
- 환경 디자인
- 정보 보안 정책
- 군사 전략의 일부로서의 국가안전보장 정책
- 사진 신분증
- 물리 보안
- 정책
- 원격 접근 정책
- 보안
- 보안 공학
- 사용자 계정 정책